# Paolo Giordano I Orsini
Paolo Giordano Orsini (né en 1541 à Bracciano et mort le 13 novembre 1585 à Salò) est un noble italien qui fut le premier duc de Bracciano à partir de 1560. Il était membre de la famille romaine des Orsini . 

## Biographie
Fils de Girolamo Orsini et Francesca Sforza, il était le petit-fils, du côté de son père, de Felice della Rovere, fille illégitime du pape Jules II, et de Gian Giordano Orsini et, du côté de sa mère, du comte Bosio Sforza et Costanza Farnese, une fille illégitime du pape Paul III. 
Le 3 septembre 1558, il épouse à Poggio a Caiano Isabelle de Médicis, fille de Cosimo I de Médicis, grand-duc de Toscane,  avec qui il était lié par un contrat de mariage depuis son plus jeune âge. Paolo Giordano vécut principalement à Rome et dans son château de Bracciano plutôt qu'avec sa femme qui demeura principalement à Florence. En 1571, il participe à la bataille de Lépante. Un an plus tard, en octobre 1572, il sert comme général dans l'infanterie espagnol lors d'une campagne qui tente de reconquérir la garnison de Navarin dans le Péloponnèse. 
Le 16 juillet 1576, sa femme mourut de façon inattendue à la villa Médicis de Cerreto Guidi pendant une partie de chasse. Selon son frère, le grand-duc Francesco I de 'Medici, cela s'est produit « alors qu'elle se lavait les cheveux le matin ». Elle a été retrouvée par le signataire Paolo Giordano à genoux, tombée immédiatement morte.   Cette version officielle des événements n'a généralement pas été admise, et l'ambassadeur de Ferrare, Ercole Cortile, obtint des informations selon lesquelles Isabella avait été  « étranglée à midi » par son mari en présence de plusieurs domestiques. 
Isabella était la deuxième à mourir subitement dans une villa de campagne isolée de la famille des Médicis, sa cousine Leonora étant décédée d'un « accident » similaire quelques jours auparavant.  La plupart des historiens supposent que Paolo Giordano a tué sa femme en représailles d'une liaison qu'elle entretenait avec son cousin Troilo Orsini, ou sur les instructions du frère d'Isabella, le grand-duc de Toscane.  Une universitaire, Elisabetta Mori, a soutenu qu'Isabella de Medici était morte de causes naturelles, qu'elle et son mari avaient été victimes de calomnies et que la rumeur selon laquelle Paolo Giordano l'avait assassinée avait été propagée par les ennemis des Médicis.
Après ces événements, Paolo Giordano est revenu à Rome où il a entamé une liaison avec Vittoria Accoramboni, épouse de Francesco Peretti, neveu du futur pape Sixte V. Peretti fut assassiné, croit-on sur ordre de Paolo Giordano, en avril 1581. Recherché par les polices papales et florentine, Paolo Giordano se réfugia dans le nord de l'Italie, d'abord à Venise puis à Abano et à Salò avec sa maîtresse qu'il épousa le 20 avril 1585. Il est décédé à Salò le 13 novembre 1585.
Le 22 décembre, Vittoria est elle-même assassinée par Ludovico Orsini, de la branche Monterotondo, à l’instigation du grand-duc Francesco. Ce dernier et le cardinal Ferdinando de Médicis souhaitaient préserver les biens mobiliers en possession de Vittoria au bénéfice de leur neveu Virginio Orsini, fils du premier mariage de Paolo Giordano, et son héritier principal.
Il reçut comme cadeau de sa mère, Francesca Sforza, un poney noir qui coûta pas moins que 13 scudi d'or alors qu'il n'avait pas encore deux ans et qui ne fut que le premier de nombreuses montures. L'année suivante, le cardinal Alexandre Farnèse lui fit cadeau d'un cheval. Quand il devint duc, ses écuries étaient connues pour la beauté de leurs chevaux et la richesse de leurs harnachements. Elles lui coûtèrent fort cher et vidèrent ses coffres d'autant qu'il avait l'habitude de commander de nouvelles selles et de nouvelles livrées pour chaque cérémonie.

## Dans la fiction
- Paolo Orsini désigné sous le nom de Brachiano est un des personnages principaux de la pièce de 1612 de John Webster The White Devil
- Paolo Orsini est un personnage du roman de Robert Merle de 1987 L'Idole

## Remarques
1. ↑  Murphy, p. 65-66.
2. 1 2  (en) Giovanni Battista Tomassini, The Italian Tradition of Equestrian Art, Franktown, Virginia, USA, Xenophon Press, 2014, 288 p. (ISBN 978-0-933316-38-6)
3. ↑  Murphy, p. 221-222.
4. ↑  Murphy, p. 324.
5. ↑  Murphy, p. 324-325.
6. ↑  Murphy, p. 316-324.
7. ↑  Murphy, p. 328-333.
8. ↑  Mori.
9. ↑  Herman, p. 315- 325-326.